# 冷蔵車
冷蔵車（れいぞうしゃ）とは、鉄道貨車の一種で、腐りやすい生鮮食品などを温度を保持して輸送することができるように設計された車両である。日本国有鉄道における車種記号は「レ」。

## 概要

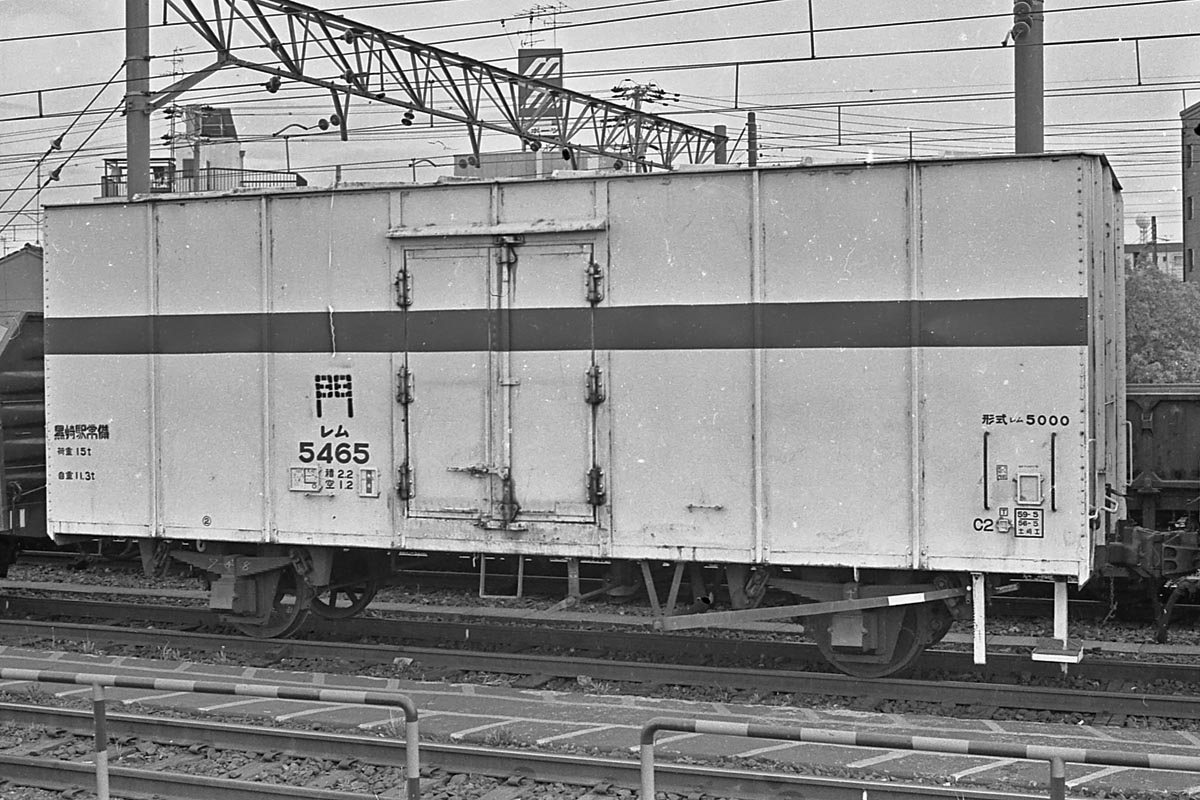
レム5000形レム5465 尼崎駅にて

有蓋車から派生した車種であり、構造は有蓋車と似ているが、何らかの断熱構造を備えていることが特徴である。野菜や果物を輸送するためにもっぱら用いられる通風車とは異なり、冷蔵車には何らかの保冷装置・冷却装置が設置されている。冷蔵車では、氷・ドライアイス・機械的な冷凍機などで冷却が行われる。牛乳輸送用車両やその他の急行冷蔵車では、旅客列車に連結して高速で走行できるように台車などに改良が加えられたものがあり、そうした車両では冷却装置がなく単に断熱されているだけのものもある。
冷蔵車の使用目的は大きく分けて5つある。
1. 乳製品や鶏肉の輸送用。内部に棚を持った冷蔵車を使用する。
2. 果物や野菜などの輸送用。季節的に利用されることが多い。また青果の冷蔵車の利用は長距離輸送中心で、短距離では積み荷が熟する時に発生する熱（とアセトアルデヒドやエチレンなどのガス）を取り除くために通風車を使用すれば十分なことが多い。
3. 食品やビール・ワインなどの輸送用。これらでは冷蔵機能は必要ではなく、単に保温のために断熱機能が利用されることが多い。冬期に保冷ではなく、保温（凍結防止）のために用いることがある。
4. 食肉の輸送用。内部に肉を吊るすレールや塩水を利用した低温冷却装置を備えている。食肉輸送用のものは食肉業者の私有貨車が多かった。
5. 魚介類の輸送用。氷を詰めた発泡スチロール容器や木箱に魚を一緒に入れることが多く、車両に備えられた氷槽はあまり利用されなかった。

日本では、機械式冷凍機を備えた車両は実験的にしか現れず、氷槽を備えた車両でもそれをあまり利用せず、主に5の魚介類輸送目的で使用されていた。地方の漁港で水揚げされた鮮魚を首都圏や近畿圏などの大都市圏に輸送するために多く用いられ、レサ10000形とレムフ10000形で構成された特急鮮魚貨物列車「とびうお」や「ぎんりん」は代表的な列車であった。
道路網の拡充と冷凍機付きトラックの発展に伴い、輸送距離が短い日本では、積み替え時間の占める割合が大きい鉄道貨物輸送では太刀打ちできず、さらに冷蔵冷凍機能の付いた冷蔵コンテナが登場したことにより特急貨物列車もコンテナ化されたことから1986年（昭和61年）までに全て運用を離脱した。しかし世界的に見れば、今でも冷蔵車を運行している国は多い。

## 構造
冷蔵車の構造は、車体そのものや走り装置などについては通常の貨車と大差ない。他の貨車との違いは、冷却や断熱に関する構造にある。

### 冷却方式
無氷槽式
短距離の輸送である場合や後述するトップ・アイシングの場合は、車両側に特段の冷却装置を設けない。日本では主流の形態であった。
氷槽式
初期の冷蔵車で一般的であった、氷やそれに塩水を混ぜたものを入れるタンクを車体に備えて冷却する方式。氷槽の設置位置により妻氷槽式（半氷槽と全氷槽に分けられる）、天井氷槽式がある。
機械冷凍式
冷凍機を運転して冷却するもの。現代において一般的なものである。
特殊な冷却材を用いるもの
氷の代わりにドライアイス、液体窒素、液体二酸化炭素、液体アンモニア、シリカゲルなどを用いるもの。

### 断熱構造
側板・妻板・天井・床などの内部に断熱材を挟み車内の温度維持を図っていた。断熱材には様々なものが用いられ、フェルト、コルク、アルセルボード、グラスウール、ポリスチレンなどがある。
家畜の毛を圧縮して作ったフェルトは、安価ではあるが欠点があり、3年から4年ほどの使用で腐って、車両の木造部分も腐敗させ、積み荷に腐敗臭を付けてしまう。亜麻の繊維から織った「リノフェルト」やコルクは高価であるためあまり広まらなかった。グラスウールやポリスチレンなどの第二次世界大戦後に導入された合成材料は安価で一般に使用された。

### 車体構造
扉に開き戸を用いる車両が多い。これは、通常の有蓋車のように引き戸を使用すると気密構造を作るのが難しく、保冷性に難があるからである。ただし、有蓋車兼用の車両の中には引き戸を採用したものもある。また、より新しい冷蔵車の中には気密構造と取り扱いやすさ、開口部の面積の大きさを両立できる、プラグドアを採用したものがある。
車体は、初期には木造が多かったが、多くの貨車と同じように後に鋼製が主流となった。氷槽冷却式では水分を使用すること、場合によっては塩水を使うことから腐食は常に大きな問題であった。このため、後期の冷蔵車には内装をステンレスにしたものがある。また車体そのものをアルミニウムやステンレスで製造した車両も存在したが、コスト面で普及しなかった。
氷槽式の車両では、氷が融けた水を流しだすため車体中央部の床が低くなっており、床下へドレン管が取り付けられていた。このドレン管についても気密構造が考慮されている。
車内には積み荷に応じて様々な装備がある。たとえば肉類を輸送する車両では肉を吊るレールやハンガーが天井付近に設置されていたり、箱入りの荷物を床置きする車両では排水と冷気の循環をよくするためにすのこが設置されていたりする。

## 運用

### アメリカにおける氷槽式冷蔵車の運用方法

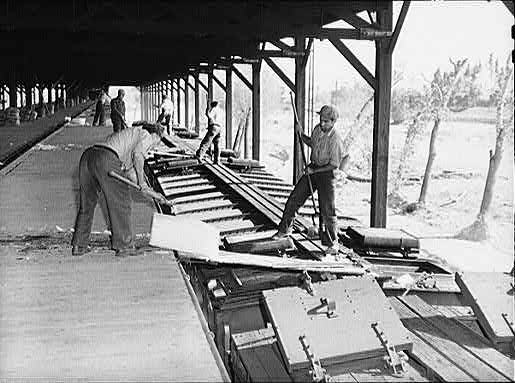
冷蔵車への氷の積載作業

アメリカでの一般的な冷蔵車の運用方法を示す。通常一かたまりの車両をまとめて取り扱う。
1. お湯か蒸気で車両を洗浄する。
2. 搭載する貨物に応じて、約4時間ほどの車両の事前冷却を行う。氷を積載するハッチの1つから冷たい空気を流し込み、残りのハッチから車内の暖かい空気を外に追い出す。冷蔵車の発明当時から行われているもので、輸送中に必要とする氷を減らし、積み荷の新鮮さを保つ効果がある。
3. 車両の氷タンクに氷を満たす。氷貯蔵設備から手作業で搭載されるか、あるいは機械的な搭載設備を用いることもある。また冷蔵車の発送があまりない場所では、氷を輸送する専用の車両から氷を搭載することがある。
4. 貨物の出荷者に車両を送り込み貨物を搭載し、氷を満タンにする。
5. 貨物の種類と行き先に応じて、燻蒸処理を行う。
6. 市場に向けて列車が出発する。
7. 輸送中およそ1日おきに氷の補給を行う。
8. 目的地に到着次第、積み荷を降ろす。
9. 冷蔵車の需要が大きい時は、空車で出発点に回送される。需要があまりない時期には、到着点で車両の清掃が行われ、冷蔵機能を使用しない有蓋車として他の貨物輸送に用いられる。

### 日本における冷蔵車の運用方法
日本でも冷蔵車の運用は、アメリカと基本的には同じである。日本では鮮魚輸送が中心であるため、主に漁港のそばに常備駅が定められており、そこで荷を積載して市場へ輸送し、空車で再び常備駅へ返送される運用であった。後に貨車の配備事務が改善されると、特に常備駅を定めずに広い範囲で共通して冷蔵車を利用するようになった。さらに特急鮮魚貨物列車に関しては、旅客列車と同様の厳密な運用が定められていた。
鮮魚輸送では、着駅変更・着駅留置ということが行われていた。着駅変更とは、冷蔵車で鮮魚を発送してから、市場の相場の状況を見て目的地を変更するというものである。着駅留置とは、市場の駅に到着時点で相場が荷主にとって好ましくない水準であった場合に、市場の側線に冷蔵車を倉庫代わりに留置しておいて、相場が上がってから出荷するというものである。運転手とエンジンが必ず対になる冷蔵トラックでは、市場で倉庫代わりに利用することはコスト的にほとんど不可能であり、また市場の冷蔵倉庫は国鉄の冷蔵車を留置しておく費用（留置料）に比べて高かったため、鉄道による鮮魚輸送の大きなメリットとなっていた。一方でこのような極めて柔軟な運用を要求されることは、列車の運行計画・車両の配車計画が立てづらく、輸送当局にとって悩みの種であった。特急鮮魚貨物列車では厳格に運用が定められているため、着駅変更・着駅留置はできず、これがその速達性にもかかわらず一時期不人気であった原因であった。
日本では氷槽の利用がほとんど行われなかったので、その場合出発時の氷の搭載作業は省略される。さらに輸送距離が短かったため、在日米軍向けの一部の例外を除いて、氷槽使用の場合でも途中駅での氷の補給作業はなかった。
車両の洗浄は主に到着駅で行われていた。貨車使用後の現状復帰は荷主の責任というのが原則であったが、冷蔵車の場合は食品を扱う性格上特に厳重な洗浄が求められることもあり、国鉄が委託した業者が行うことが多かった。ホースで水を流して洗う作業には水道代が嵩み、東京市場駅では海水を汲み上げて浄化し洗浄用に供給する仕組みが備えられていた。鮮魚貨物列車の場合は運用が厳しく、短い折り返し時間の中で急いで行わなければならない作業となっていた。

## 歴史

### 登場の背景
アメリカでは南北戦争後、グレートプレーンズで生産された家畜類を東部の市場へ送る上で、シカゴが鉄道の一大拠点として発展した。市場の要求に応じて、家畜の群れは約1,200マイル（約2,000km）を歩いて移動させられ、カンザスシティのターミナルで家畜車に載せられて、生きた状態で加工場へ輸送された。大平原を家畜を歩いて移動させることは、体重を著しく減少させ、途中で死亡してしまうこともあった。
加工場に到着すると、家畜は屠殺されて精肉が近くの肉屋で市販に回されるか、輸送用に燻製や塩の樽に詰められる形で加工された。家畜の重量の約60パーセントは食用に適さない部分であるため、生きたまま家畜を鉄道で輸送することはコスト面での問題が大きかった。家畜が長い輸送で死亡すると、さらに輸送単価は上昇した。精肉業者のグスタフス・フランクリン・スウィフト（en:Gustavus Franklin Swift）は、シカゴの精肉工場から東部の市場へ、加工済みの精肉を輸送する方法を検討し始めた。

### 初期の冷蔵輸送の試み
19世紀中頃には、農産物を鉄道で輸送する試みが多々行われた。1842年6月15日のボストン・トラベラー紙（Boston Traveler）では「マサチューセッツ・ウエスタン鉄道（Western Railroad of Massachusetts）が傷みやすい品物を腐らせることなく運ぶことのできる画期的な貨車を開発している」と報じられている。最初の冷蔵車は1851年6月、ニューヨーク・ノーザン鉄道（NRNY: en:Northern Railroad of New York、後のルトランド鉄道（en:Rutland Railroad）の一部）で運行を開始したが、この冷蔵車は寒冷な天候でしか機能しなかったため部分的にしか成功を収めなかった。同年、オグデンスブルグ・アンド・レイク・シャンプレイン鉄道（O&LC: Ogdensburg and Lake Champlain Railroad）は、氷で荷物を冷やす機能を付けた専用目的の車両を使ってバターをボストンへ輸送し始めた。
シカゴ・ストックヤード（en:Union Stock Yards、シカゴにある大きな精肉処理施設）から最初の精肉が鉄道で出荷されたのは1857年のことで、通常の貨車を改造して箱に氷を詰められるようになったものを利用していた。氷と肉を直接接触させることは、変色や味の変化をもたらして実用的ではないことが分かった。同時期にスウィフトは、ドアを取り外した貨車を冬期に走らせるという方法で、グランド・トランク鉄道（GTR: en:Grand Trunk Railway）によりニューヨークへの精肉の試験出荷を実施した。しかしこれを実用に供するには制限が厳しいものであった。
デトロイトのウィリアム・デーヴィス（en:William Davis）は、氷と塩を用いた冷却剤と肉類を金属製の棚で隔てる冷蔵車の特許を取得し、1868年にはこの特許をデトロイトの精肉業者ジョージ・ハモンド（George H. Hammond）に売却した。ハモンドはこの方式の車両を実際に製造し、五大湖から採取した氷を冷却に利用して製品をボストンへ輸送したが、この車両は高速でカーブに進入すると積み荷が一方に片寄る傾向があり、何回かの脱線事故を起こして使用が中止された。1878年、スウィフトは技術者のアンドリュー・チェイス（Andrew Chase）を雇い、天井部に氷を入れられるようにして冷たい空気が自然に下に降りてくる構造の、外気と遮断された車両を設計させた。肉はきつく荷造りされて車両の床に置かれ、低重心化と片寄りの防止に配慮していた。チェイスの設計は精肉用の保冷車両として実用的であることが証明され、スフィフトの会社はアメリカ全土、そして国際的に商品を販売することができるようになった。
スウィフトはチェイスの設計を多くの鉄道会社に売り込もうとしたが、冷蔵肉輸送が広く受け入れられると、それまで多大な投資をしてきた動物を生きたまま輸送するための貨車や飼育施設が無駄になってしまうことを恐れ、これには失敗した。このため、スウィフトは自分自身で投資して冷蔵車を製造して運行しようとした。アメリカの多くの鉄道会社がその運行を拒否すると、スウィフトは生きた動物の輸送をほとんど行っていなかったグランド・トランク鉄道と契約してミシガン州まで運行し、そこからカナダを経由して東へ輸送するということを行った。1880年、ペニンシュラー車両会社（en:Peninsular Car Company、後にアメリカン・カー・アンド・ファウンドリー（ACF: en:American Car and Foundry）に買収された）から最初の冷蔵車が届けられ、スウィフト・リフリジレーター・ライン（SRL: Swift Refrigerator Line）が開業した。年内に同社の所有車両は200両を突破し、スウィフトは毎週平均3000頭分の精肉をボストンへ輸送した。競合する精肉業者、アーマー・アンド・カンパニー（en:Armour and Company）もすぐにこれに追随した。1920年までにSRLは7000両の冷蔵車を所有するようになっていた。

#### ニューヨークへの生きた家畜と精肉の輸送量
エリー鉄道、デラウェア・ラッカワナ・アンド・ウェスタン鉄道、ニューヨーク・セントラル鉄道、ペンシルバニア鉄道で輸送された貨車の数。単位は米トンである。
出典: Railway Review、1887年1月29日、p. 62

#### 19世紀のアメリカにおける冷蔵車
出典: Poor's Manual of Railroadsおよび州際通商委員会・国勢調査報告

### 氷の時代
食品を冷却して長く保存するために氷を用いることは先史時代にまでさかのぼる。中国、古代ギリシア、古代ローマなど、多くの文化で寒い季節に雪や氷を調達して洞窟などにわらかそのほかの断熱材を使って保存しておく習慣があった。氷を使用することにより暑い季節でも食品を保存することができるようになり、この慣習は長く続けられた。19世紀を通じて、池や湖から調達された天然の氷が冷蔵車に使用された。高山地帯や緯度の高い場所では、1フィートほどのタンクに水を入れておき凍らせるという方法も用いられた。氷は冬のうちにブロックに切断され、おがくずや干し草で覆われて倉庫に保管された。19世紀後半の木造冷蔵車は、250マイルから400マイルを走るごとに氷を補給する必要があった。
20世紀に入る頃、氷の生産はさらに一般的になった。例えばこの頃、パシフィック・フルーツ・エクスプレス社（PFE: en:Pacific Fruit Express）は7つの天然氷の採取施設と18の人工氷製造施設を稼動させていた。PFE社の最大の施設はカリフォルニア州ローズビルにあり、毎日1,200米トンの氷を生産していた。またローズビルの施設では毎日254両の冷蔵車に氷を積載する能力があった。氷を用いた冷蔵車輸送の最盛期には、毎年1300万米トンの氷が冷蔵車用に生産されていた。

#### トップ・アイシング
トップ・アイシング（Top Icing）とは、呼吸率が高く高い湿度を必要とする農産物向けに、積み荷の直接上に（または個別の箱の中に）2インチから4インチの砕いた氷の層を作る方式である。事前によく冷やされた生鮮食料品は車両に搭載されて出荷直前になってから、氷を上に載せた。トップ・アイシングを行うと食品にかなりの重みを加えることになるからである。40フィートサイズの冷蔵車ではトップ・アイシングを行うために10,000ポンドの氷を必要とした。トップ・アイシングは、融けた氷から垂れる冷水が積み荷の間を滴り落ちることで、全体を冷やすことを期待したものであった。しかしながら、トップ・アイシングで冷やせるのは積み荷の上部だけであり、多くの冷水は積み荷ではなく積み荷の箱の間を流れ落ちてほとんど冷却効果がないということが分かった。トップ・アイシングは単に冷蔵車内の温度を上昇させないということにだけ効果があるものと分かったため、トップ・アイシングの利用は中止になった。

### 機械式冷却
20世紀後半になると、機械式冷凍装置が氷を使った冷却装置を置き換えるようになった。機械式冷凍装置により、氷を補給するために必要な人員を削減することができた。1960年代になると、より荷役に便利な大きな開口部を持ちながら気密性にも優れたプラグドアが導入された。きつく閉じることができるドアを使うことで、車内の保温をより効果的に行えるようになった。1970年代中ごろまでには、残っていた氷を使う冷蔵車はトップ・アイシングの目的にのみ使われるように格下げされた。

### 超低温冷却
アッチソン・トピカ・アンド・サンタフェ鉄道のトピカ工場では、1965年（昭和40年）に5両の液体窒素を冷却材に使用する実験車を製造した。車内の温度があらかじめ設定された一定の温度を超えると、霧状になった液体窒素が車内に放出される。車両には3,000ポンド（1,360kg）の冷却材が搭載され、マイナス30度を保つことができた。1990年代には、いくつかの車両製造会社が実験的に液体二酸化炭素を冷却材に使用することを行った。燃料費の上昇と、機械的冷凍装置の定期的なメンテナンスの問題から、こうした冷却材への移行が行われた。二酸化炭素を利用したシステムでは、積み荷を14日から16日間冷却し続けることができる。
超低温冷蔵車は数百台ほど配備され冷凍食品を輸送するために用いられている。ただし、液体二酸化炭素の価格上昇などの理由によりそれほど普及しなかった。超低温冷却は既に確立した技術で、環境にもやさしいため、今後の燃料費の上昇や京都議定書の関係で導入される二酸化炭素回収技術の進歩によっては、超低温冷蔵車の復活もありえる。クライオ・トランス社（Cryo-Trans, Inc.、1985年（昭和60年）設立）は、所有する200両ほどの超低温冷蔵車をワイン輸送に用いている。

### 日本での冷蔵車の歴史
日本における冷蔵車の歴史はアメリカのものと大きく異なる。
日本では1908年（明治41年）に最初の冷蔵車が鮮魚輸送用として登場した。漁業の発展に伴い陸揚げした魚介類を大量消費地へ輸送する需要があったためである。鮮魚輸送用にはトップ・アイシングのような、木箱や発泡スチロール箱に魚と一緒に砕いた氷を入れる「抱き氷」と呼ばれる方法が一般的であり、氷槽を備えた車両も多数存在したが、あまり氷を入れて用いられることはなかった。
一方、アメリカで冷蔵車の利用の中心であった果物や肉類の輸送は、日本では普及しなかった。これは、果物や野菜に関しては輸送距離が短いため通風車で十分であり、肉類に関しては保冷度が強く要求されて、主要都市が沿岸部にあることもあり、早期に冷凍機を備えた船舶に置き換えられてしまったためである。
わずかに1923年（大正12年）6月、2両の冷蔵車により山形駅から神戸に向けてサクランボの輸送が行われた記録が残る。
第二次世界大戦で冷蔵車はかなりの打撃を受け、さらに戦後は進駐軍が食料輸送用に質の良いものから冷蔵車を接収したため、鮮魚輸送に混乱が生じた。ただし、進駐軍はアメリカ流の冷蔵車の運用を持ち込んだため、日本ではあまり用いられていなかった氷槽を利用した氷冷却が広く実施され、途中駅での氷補給も行われた。アメリカからの補給物資の多くが横浜港に陸揚げされていたため、接収された冷蔵車の多くが東横浜駅常備とされ、そこから全国の米軍部隊へ輸送されていた。
戦後しばらくして冷蔵車の事情が改善してくると、戦前と同様に鮮魚輸送に活発に利用されるようになった。様々な新形式が投入され、1966年（昭和41年）にはレサ10000形、レムフ10000形を利用した特急鮮魚貨物列車の運行が開始された。一方で、次第にトラック輸送に押されるようになり、1960年代後半をピークに冷蔵車は急速に減少し始めた。1970年代に頻発したストライキが、鮮度の重要な鮮魚輸送の信頼性を著しく落としたことも影響している。1986年（昭和61年）に最後まで残っていた冷蔵車が冷蔵コンテナに置き換えられ、日本における冷蔵車の歴史は終焉を迎えた。
日本では輸送量の小ささから2軸車が主力で、ボギー車はかなり後年になるまで製作されなかった。日本の冷蔵車は総製作両数8,100両程度に留まり、最盛期の1960年代後半でも5,000両程度しか在籍しておらず、アメリカの冷蔵車に比べると非常に数が少なかった。鮮魚輸送が一般的でそれほど低い温度を実現する必要性がなかったこともあり、冷凍機付きの冷蔵車は一部の実験的なものに留まり、実用冷蔵車は保冷機能のみであった。
また欧米で広く発達した冷蔵車の私有貨車制度が日本では全く発達せず、進駐軍に接収されたものを除けば、すべて鉄道会社所有の車両であった。これは鮮魚輸送が国策で保護されて運賃が低廉に抑えられていたため、自前で車両を用意するインセンティブに欠けていたからである。戦後の混乱期に冷蔵車不足から一部の業者が冷蔵車の私有を検討したが、コストが高いことに加え、程なくして冷蔵車不足が解消に向かったこともあり、実現しなかった。

## 年表
- 1842年: マサチューセッツ・ウェスタン鉄道が、腐りやすい食品を傷ませずに運ぶことのできる革新的な車両の実験をする。
- 1851年: ニューヨーク・ノーザン鉄道で最初の冷蔵車が運用に入る。
- 1857年: 冷蔵状態での精肉が初めてシカゴから東海岸へ、通常の貨車に氷詰めされた状態で輸送される。
- 1866年: 園芸家のパーカー・アール（Parker Earle）が南イリノイからシカゴへ向けて、イリノイ・セントラル鉄道で氷箱入りのイチゴを出荷する。
- 1868年: デトロイトのウィリアム・デーヴィスが氷と塩の混合物を使って冷却した冷蔵車を開発し、アメリカで特許をとる。後に特許は精肉業者のジョージ・ハモンドに売却され、冷蔵輸送に用いられる。
- 1876年: ドイツの技術者カール・フォン・リンデ（Carl von Linde）が最初の機械的冷凍装置を発明する。
- 1878年: グスタフス・スウィフトと技術者のアンドリュー・チェースが最初の実用的な氷冷却式冷蔵車を発明し、スウィフト・リフリジレーター・ラインを設立する。
- 1880年: チャールズ・ウィリアム・クーパー（Charles William Cooper）による最初の機械的冷凍装置を利用した冷蔵車がアメリカで特許をとる。
- 1884年: サンタフェ・リフリジレーター・ディスパッチ（SFRD: Santa Fe Refrigerator Despatch）がアッチソン・トピカ・アンド・サンタフェ鉄道の子会社として設立される。
- 1885年: バージニア州ノーフォーク（Norfolk）からベリーがニューヨークに向けて冷蔵車で出荷される。
- 1887年: パーカー・アールがF.A.トーマス（F.A. Thomas）の果物出荷ビジネスに参加する。彼らの会社は1888年には60両、1891年には600両の冷蔵車を所有していた。
- 1888年: アーマー・アンド・カンパニーがシカゴからフロリダへ向けてクロロエタンによる機械的冷蔵装置を搭載した車両で牛肉を出荷する。フロリダのオレンジがニューヨークに向けて初めて冷蔵車で出荷される。
- 1889年: カリフォルニア産の果物が初めてニューヨークへ向けて冷蔵出荷される。
- 1898年: ロシアで初めて冷蔵車が運行を開始する。ロシアの冷蔵車は1908年には1,900両、1910年には3,000両、1916年には約5,900両にまで達した。これらの車両は主にバターをシベリアからバルト海へ輸送するのに用いられ、12日間を要した。
- 1899年: アメリカ国内の冷蔵果物輸送が年間90,000米トンに達する。カリフォルニアからニューヨークまでは1900年の時点で平均12日掛かっていた。
- 1901年: カール・フォン・リンデがロシアの列車に集中式機械冷凍装置を備えて、冷気を各車両に配送するシステムを作る。このシステムはロシアでは1975年まで使用されていた。
- 1905年: アメリカ国内の冷蔵果物輸送が年間430,000米トンに達する。冷蔵車の設計が標準化されたため、冷蔵車の側面に特許権所有者を表示する習慣が取りやめられた。
- 1907年: パシフィック・フルーツ・エクスプレスが6,000両以上の冷蔵車の運用を始め、西部の生産地から東部の消費者へ果物や野菜を輸送した。アメリカの冷蔵果物輸送は年間600,000米トンに達した。
- 1908年: 日本で初めての冷蔵車が登場する。以降の日本のほとんどの冷蔵車と同じく鮮魚輸送用であった。
- 1913年: アメリカの冷蔵車が100,000両に達する。そのほとんどは氷冷却式であった。
- 1920年: フルーツ・グロワーズ・エクスプレス（FGE: Fruit Growers Express、アーマー・リフリジレーター・ラインの元子会社）がアーマー・アンド・カンパニーから入手した4,280両の冷蔵車で設立される。
- 1923年: フルーツ・グロワーズ・エクスプレスとグレート・ノーザン鉄道がウェスタン・フルーツ・エクスプレス（WFE: Western Fruit Express）を設立し、パシフィック・フルーツ・エクスプレスとサンタ・フェ・リフリジレーター・ディスパッチに対抗する。
- 1925年-1930年: 機械式冷凍装置を備えたトラックが登場し、牛乳やアイスクリームの配達などで次第に普及する。
- 1926年: フルーツ・グロワーズ・エクスプレスが太平洋岸北西部と中西部への営業をウェスタン・フルーツ・エクスプレスと別な子会社バーリントン・リフリジレーター・エクスプレス（Burlington Refrigerator Express）を通じて拡大する。フルーツ・グロワーズ・エクスプレスはペンシルバニア鉄道（Pennsylvania Railroad）から2,676両の冷蔵車を購入した。
- 1928年: フルーツ・グロワーズ・エクスプレスはナショナル・カー・カンパニー（National Car Company）を子会社として設立し、肉の輸送市場に参入する。主要な需要者はカーンズ（Kahns）、オスカー・マイヤー（Oscar Mayer）、ラス（Rath）（いずれも肉関連の食品業者）。
- 1930年: アメリカ国内の冷蔵車の数が史上最大の183,000両に達する。
- 1931年: サンタ・フェ・リフリジレーター・ディスパッチが7両の冷蔵車をドライアイス冷却式に改造する。
- 1932年: 日本国鉄がドライアイス冷却専用冷蔵車を製造する。
- 1936年: 最初の全鋼製冷蔵車が運行開始される。
- 1937年: アメリカ州際通商委員会（ICC: Interstate Commerce Commission）が鉄道車両での広告看板を禁止する。
- 1946年: アルミニウム製冷蔵車が実験的にパシフィック・フルーツ・エクスプレスで運用に就く。ステンレス製冷蔵車がサンタ・フェ・リフリジレーター・ディスパッチ向けに実験的に製造される。
- 1950年: アメリカの冷蔵車が127,200両まで減少する。
- 1957年: アメリカで最後の氷槽式冷蔵車が製造される。
- 1958年: ディーゼルエンジン式の冷凍装置を備えた最初の冷蔵車が運行開始する。
- 1960年代: 大きな開口部を持つプラグドアが一部に導入される。きつく閉じることができ断熱効果も高い。
- 1966年: 日本国鉄がレサ10000形、レムフ10000形を登場させ、特急鮮魚貨物列車の運行を開始する。
- 1969年: アメリカン・カー・ファウンドリーが冷蔵ホッパ車を実験的に製造する。
- 1971年: アメリカで最後の氷槽式冷蔵車が運用を外れる。
- 1980年: アメリカの冷蔵車が80,000両まで減少する。
- 1986年: 日本で最後に残った冷蔵車を使用する特急鮮魚貨物列車が冷蔵コンテナ輸送に置き換えられ、日本の冷蔵車が全廃される。
- 1990年代: 最初の超低温冷蔵車が運用に入る。
- 2001年: アメリカの冷蔵車が8,000両で底を打つ。
- 2005年: 新しい冷蔵車の発注が行われたため、アメリカの冷蔵車が25,000両まで回復する。

## 特殊用途・車両

### 急行運用
標準的な冷蔵輸送は主に、14日以内の消費を目安にしたものに用いられる。アボカド・切り花・緑葉野菜・レタス・マンゴー・肉製品・マッシュルーム・桃・ネクタリン・パイナップル・パパイヤ・さくらんぼ・トマトなどである。急行冷蔵車は7日以内の消費を目安にしたものに用いられる。血液・魚・ねぎ・牛乳・いちご・一部の薬品などである。
初期の急行冷蔵車は1890年頃に運用に入り、まもなく北アメリカで急行輸送ルートが確立された。20世紀に入るまで一般的に用いられるようにはならなかった。急行用に設計された車両は標準用のものと比べて大きく、貨車としてよりは荷物車としての装備を保有していた。速度に応じた台車とブレーキを備え、客車列車の前に連結される場合には、空気ブレーキ用の空気管と蒸気暖房用の蒸気管も備えていた。急行冷蔵車はプルマン・カーの緑のように、客車と同じ塗装をしていた。
最初の急行冷蔵車はエリー鉄道のサスケハナ工場（Susquehanna Shops）で1886年（明治19年）8月1日に製造された。1927年（昭和2年）までには急行冷蔵車は2,218両に達し、1930年には3,265両になった。1940年（昭和15年）には鉄道会社が独自の急行冷蔵車の製造と運行を行うようになり、レールウェイ・エクスプレス・エージェンシー（REA: Railway Express Agency）が最大のものであった。1948年（昭和23年）には同社の所有車は1,800両に達した。その多くは第二次世界大戦で兵員輸送用に用いられた"troop sleeper"を急行冷蔵車として改造したものであった。1965年（昭和40年）には、冷蔵輸送の減少に伴って、多くの急行冷蔵車は郵便輸送用に転用された。

### 2軸車
1930年代、ノース・アメリカン・カー・カンパニー(North American Car Company)はユニークな氷槽式の2軸冷蔵車を、フルサイズの冷蔵車を満杯にするだけの出荷量のない事業者向けに製造した。NADX #10000型は全長22フィートの全鋼製車体で、ヨーロッパで第一次世界大戦期に用いられたフォーティー・アンド・エイト（40人の兵士か8頭の馬を乗せることができたことから名前を付けられた貨車）に似ていた。初期型は13.5トンの重量で、両端に1,500ポンドの氷槽を備えていた。この車両はホーメル社（en:Hormel）にリースされ、シカゴと南部アメリカの往復輸送に用いられた。このアイデアは東部の大鉄道会社には受け入れられず、追加の製造は行われなかった。
ただし、これはアメリカでの事情であり、日本においてはむしろ2軸冷蔵車が中心であった。これは輸送量の小ささを反映したものである。

### ドライアイス冷却
SFRDでは、1931年（昭和6年）にドライアイスを冷却材に使用することをテストした。ドライアイスは手に入れやすく、氷を置き換えるのに理想的であると思われた。ドライアイスは-78.33度で融け、0度で融ける氷に比べて2倍程度効率的で、水の重量分を軽くすることができた。ただ、氷に比べて高価で、長い貨車の列に効率的にドライアイスを搭載する方法が難しく、氷を置き換えることはできなかった。その上、一部の食品ではドライアイスの近くに置くと臭いや色に影響を与えるということも分かった。
1933年（昭和8年）には、日本国鉄がドライアイス冷却専用車レ2500形を製作した。実際に輸出用の冷凍魚の輸送に使用されるなどの実績を上げたが、第二次世界大戦に突入してドライアイスの生産が停止されたため通常の冷蔵車として転用された。大戦後は多くの冷蔵車や冷蔵コンテナで棚を設けて、そこにドライアイスを搭載して冷却するということがかなり広く行われるようになり、ドライアイス冷却が普及しなかったアメリカとは対照的である。

### アルミニウム車体
1946年（昭和21年）に、PFE社はカリフォルニア州ウィルミントン（Wilmington）にあるコンソリデーティッド・スティール・コーポレーション（en:Consolidated Steel Corporation）から2両の40フィート アルミ車体冷蔵車を、鉄製車体の車両と軽合金の車両がどれくらい耐久性に差があるかを比較するために導入した。この車両は同サイズの鉄製車両に比べて1万ポンドほども軽かったため、軽量であることと腐食しないことのメリットが初期費用を相殺すると期待されていた。1両のアルミ車体（PFE #44739）はアルコア（Alcoa）で製造され、もう1両の車体（PFE #45698）はレイノルズ・アルミニウム・カンパニー（Reynolds Aluminum Company）で製造された。
最新の技術であるガラス繊維の断熱材と、車軸駆動の空気循環装置を備えたこれらの車両は、サザン・パシフィック鉄道（Southern Pacific）とユニオン・パシフィック鉄道（Union Pacific）で主に運用され、PFEの戦後の革新を宣伝した。2両とも15年以上運用されたが（#45698は1962年（昭和37年）5月に、#44739は1966年（昭和41年）に解体）、初期コストの問題でアルミニウム冷蔵車は続かなかった。

### ステンレス車体
1946年には、同じくコンソリデーティッド・スティール・コーポレーションは世界で唯一のステンレス車体を持った冷蔵車をサンタ・フェ・リフリジレーター・ディスパッチ（SFRD: Santa Fe Refrigerator Despatch）に販売した。この40フィート冷蔵車には、移動可能な氷タンクと側通気ダクト、車軸駆動の循環装置を備えていた。ステンレスを用いることで、冷却用の塩による腐食に強いことが期待されていた。このユニークな車両は#13000と名づけられたが、まもなく#1300に改番され、さらに1955年（昭和30年）には#4150となった。
#4150は、急行運用にもっぱら用いられた。やはりコスト上の問題で追加の車両は製造されなかった。#4150は1964年（昭和39年）2月にニューメキシコ州クローヴィスで解体された。

### ホッパ車
1969年（昭和44年）、バーリントン・ノーザン鉄道(Burlington Northern Railroad)は、腐りやすい食品をバラづみで輸送するために、ACFに屋根つきホッパ車を発注した。全長は55フィート（16.76m）で、断熱層に囲われ、屋根に搭載用のハッチを備え、下部中央に素早く積み荷を降ろすための取り出し口が備えられていた。機械的冷凍装置が両端に備えられ、金属製の通風ダクトで冷風を車内に送っていた。
この車両は、その当時の従来型冷蔵車で最大のものと比べて2倍以上の100米トン（90.718メートルトン）を搭載でき、積み荷を個別に包装する必要がないため経済的であった。りんご、にんじん、たまねぎ、じゃがいもなどをこの方法で輸送することはある程度の成功を収めた。一方で、みかんについては木製の案内板を設置して搭載時にうまく分散するようにしても、自重で破裂してしまう傾向があった。サンタ・フェ鉄道は100両をACFからリースし、1972年（昭和47年）4月にはさらに100両を購入した。オレンジ色に塗装されたこの車両は汚れやすく、しかも洗浄することが困難であることが分かったため、サンタ・フェ鉄道はこの車両を冷蔵用ではない目的に転用した。

### トロピカーナ「ジュース列車」

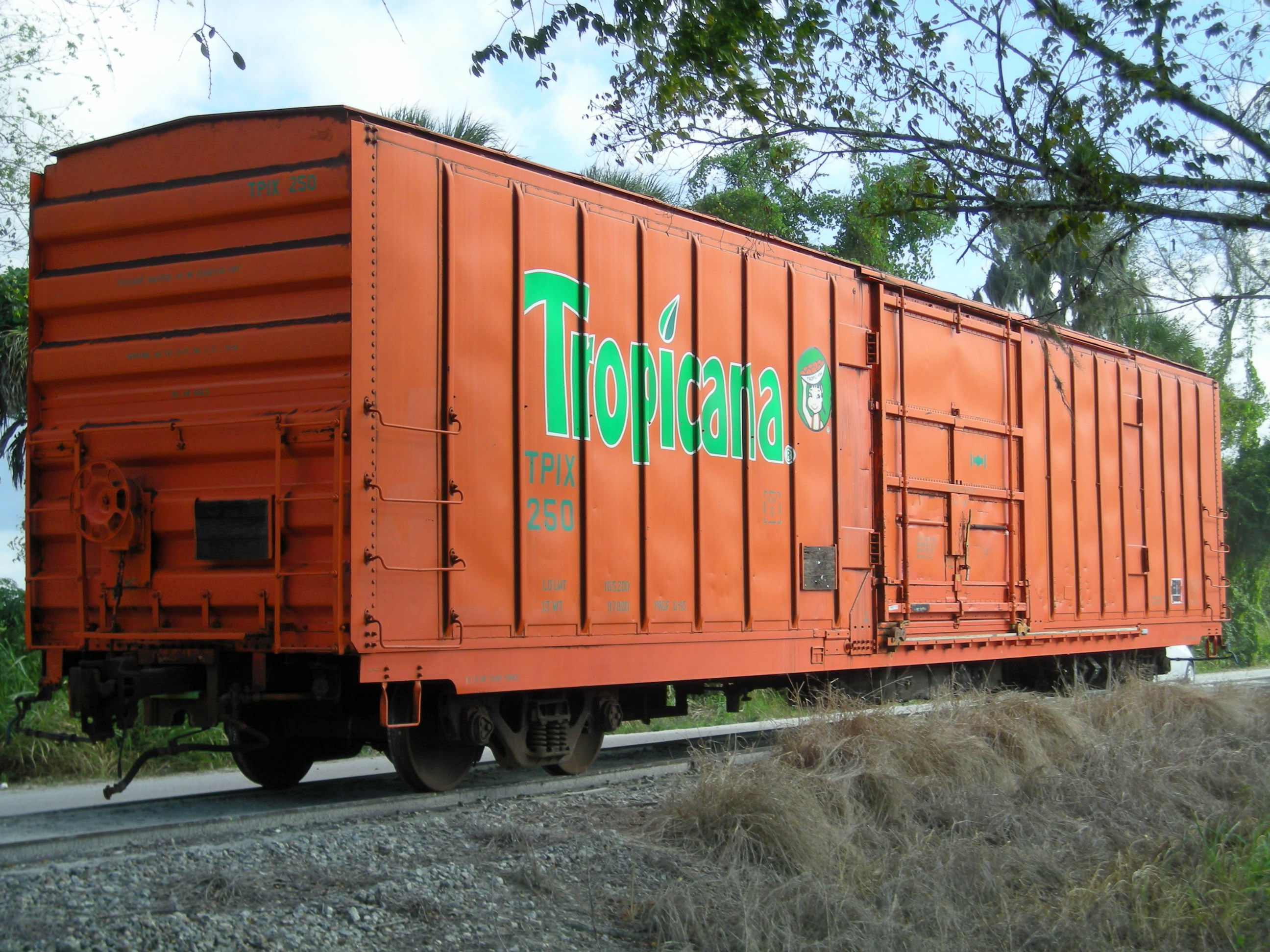
元トロピカーナ冷蔵車、後にフロリダ州パルメット（Palmetto）のフロリダ・ガルフ・コースト鉄道博物館（Florida Gulf Coast Railroad Museum）に寄付された

1970年（昭和45年）、トロピカーナのオレンジジュースが断熱された貨車にバラ積みで毎週フロリダからニュージャージー州キアニー（Kearny）へ出荷された。翌年には、同社は2本の60両編成の列車を毎週運行し、それぞれ一度に100万ガロン（400万リットル）のジュースを輸送できるようになった。1971年（昭和46年）7月7日には、フルーツ・グロワーズ・エクスプレス社のバージニア州アレクサンドリア（Alexandria）工場で組み立てられた、食品業界として初めての固定編成である150両固定編成の100米トン積み断熱貨車が、「グレート・ホワイト・ジュース・トレイン」（Great White Juice Train）として1,250マイル（2,000km）の輸送に就いた。追加の100両がすぐに加わり、さらに小さな機械式冷凍装置が温度を保つために設置された。トロピカーナは最初の10年間で4千万ドルの燃料費を削減したと見積もっている。

### インターモーダル
アメリカでは長年にわたり、ほぼ全ての腐りやすい貨物は鉄道で輸送されていた。鉄道は政府の規制を受けるのに対して、トラックは農産物の出荷に関してあまり規制を受けなかったために、競争上の優位を得ることになった。1979年（昭和54年）3月、州際通商委員会は生鮮野菜・果物に関する鉄道輸送の規制を撤廃した。農産物輸送の規制が撤廃されると、鉄道は冷蔵トレーラーを貨車に搭載するピギーバック輸送を積極的に実施し始めた。これをさらに進めて、多くの鉄道輸送業者が自身で冷蔵トレーラーを購入して、トラック輸送に対抗し始めた。
多くの人が、アメリカの冷蔵車輸送はもう終わりであると考えていたが、21世紀に入って1970年代以来となるまとまった冷蔵車の製造が行われたため、冷蔵車輸送の終わりはまだ当分先のことになりそうである。

## 分類記号

### AAR（アメリカ鉄道協会）分類
注釈: クラスB冷蔵車は旅客サービス用に設計されたもので、断熱貨車はクラスLとして設計されている。

### 日本国鉄分類
冷蔵車の記号は「レ」で、これに以下の記号を小さく付け加えて表記していた。例えば、小形車で無氷槽の冷蔵車はレコムと表記される。

#### 大小区分
- 小形車（荷重10t以下） コ
- 大形車（荷重12t） オ

老朽貨車の廃車進行で荷重10t以下の冷蔵車がなくなったため、1953年6月に大小区分は廃止されている。

#### 構造
- 無氷槽 ム
- 妻氷槽 ウ
- 天井氷槽 テ
- 懸垂鉤付 シ
- ドライアイス専用 ト